# Socuéllamos
Socuéllamos è un comune spagnolo di 12 721 abitanti situato nella comunità autonoma di Castiglia-La Mancia.